# 자유 온라인 컴퓨팅 사전
자유 온라인 컴퓨팅 사전(Free On-line Dictionary of Computing, FOLDOC)은 컴퓨팅 주제를 다루는 온라인의 검색 가능한 백과사전식 영어 사전이다. 1985년에 데니스 하우(Denis Howe)가 설립하였으며 현재 임페리얼 칼리지 런던이 호스팅하고 있다. 현재 주필은 하우가 맡고 있으며 웹사이트 방문자들이 문서에 내용을 추가하고 교정하는 데 관한 제안을 할 수 있게 하고 있다.
이 사전은 자곤 파일(Jargon File)과 같은 다른 자유 리소스의 본문을 통합하는 동시에 다른 수많은 컴퓨팅 관련 주제들을 다루고 있다. 카피레프트 사용 허가서로서 GNU 자유 문서 사용 허가서(GDFL)로 이용할 수 있기 때문에 위키백과와 같은 다른 자유 콘텐츠 프로젝트로 일부 또는 전체를 인용할 수 있다.